# مقبره اعلاء
مقبره اعلاء مربوط به سدهٔ ۷ ه.ق است و در شهرستان ابرکوه، بخش مرکزی، دهستان تیجرد، روستای فیروزآباد واقع شده و این اثر در تاریخ ۲۶ اسفند ۱۳۸۶ با شمارهٔ ثبت ۲۲۱۳۷ به‌عنوان یکی از آثار ملی ایران به ثبت رسیده‌است. این آرامگاه مقبره علی نیز نامیده می‌شود

## تاریخچه
روایت‌های افسانه‌ای در مورد این آرامگاه وجود دارد. در قرن هفتم فردی بنام علی عاشق دختر حاکم آن آبادی می‌شود و هر چه اصرار می‌کند جواب رد می‌شنود و حاکم شرطی را برای ازدواج دخترش با وی قرار می‌دهد و آن شرط هم این بود که علی باید چوپان حاکم شود و او هم قبول کرد و گوسفندان حاکم را به صحرا تا کنار کوه اعلاء می‌برد.

در یکی از روزها که اعلا مشغول چوپانی بود، مسافر سواری به او می‌رسد و از وی غذا درخواست می‌کند. اعلا نیز که غذایی نداشت یکی از این گوسفندان گله که متعلق به خودش بود را قربانی می‌کند و سوار را غذا می‌دهد. سپس مسافر به اعلا می‌گوید استخوان‌های این گوسفند را درون پوست قرار بده. اعلا نیز این کار را انجام می‌دهد و مسافر دمی بر آن پوست می‌دمد و گوسفند زنده می‌شود و بین گوسفندان دیگر می‌رود. اعلا با مشاهده این ماجرا از وی می‌خواهد تا نیازش را برآورده کند. درخواست او از میهمان این بود که اعلا دونده مشهوری شود به گونه‌ای که بتواند هر قدم ۴۰ گز بردارد. مسافر مقدس، با آب دهانی که بر روی زانوی اعلا می‌کشد، این قدرت عجیب را به اعلا اعطا مس کند.

اعلا در بازگشت به‌آبادی از حاکم خواست که به عهد خود وفا کند ولی حاکم از درخواست اعلا خشمگین می‌شود و دستور زندانی شدن وی را می‌دهد. اما اعلا با توانایی ویژه خود فرار کرده و معشوقه اش را همراه با خود به غار می‌برد و به وی می‌گوید که باید در این مکان زندگی کنیم و از آنجا که دختر حاکم نیز به اعلا علاقمند بود، پذیرفت و زندگی صحرایی و غارنشینی خود را شروع و دوران خوشی را سپری کردند و هر بار برای شستشوی لباسها و برداشتن آب آشامیدنی و برخی امور دیگر بر سر جوی آبی در آبادی می‌آمدند.
در یکی از این روزها کنیز حاکم، دختر حاکم را که گویا رعنا نام داشت، می‌بیند و به حاکم خبر می‌دهد و حاکم هم تصمیم به دستگیری اعلا می‌گیرد اما موفق نمی‌شود و روزی کنیز در کمین وی می‌نشیند و وقتی رعنا را می‌بیند به او می‌گوید که تو نباید خانواده خود را رها کنی و آن‌ها بسیار ناراحت و افسرده هستند و حال خوبی ندارند، اعلا را تحویل پدر بده و از آن‌ها دوباره درخواست ازدواج کنید، شاید پدر بپذیرد و در همین آبادی زندگی کنید.

همسر اعلا وسوسه حرف کنیز شد و شوهرش را بدون اینکه متوجه شود که سربازان حاکم در کمین وی هستند، به کنار جوی آب می‌آورد تا لباسهایش را بشوید و کنیز هم مقداری خار درون گیوه اعلا می‌ریزد. زمانی که اعلا متوجه حمله افراد حاکم می‌شود پا در کفش خود می‌کند تا فرار کند اما پاهایش مجروح شده ونمی تواند مانند قبل قدم بردارد و رعنا را همراه خود در حالی که سربازان به دنبال آن‌ها هستند تا نزدیک کوه اعلا می‌برد ولی هر چه تلاش می‌کند که خود را به غار برساند، نمی‌تواند و هنگامی که سعی می‌کند به بالا برسد زانوهای او نزدیکی غار به سنگی برخورد می‌کند که به نقل از قدیمی ها؛ آن محل معروف به «زانوی اعلا» است و در نتیجه، اعلا دستگیر و راهی زندان می‌شود و به گونه‌ای او را از بین می‌برند و رعنا هم توسط برادرش کشته می‌شود.